# Park Won-jae
Park Won-Jae (Pohang, 28 mei 1984) is een Zuid-Koreaans voetballer.

## Carrière
Park Won-Jae speelde tussen 2003 en 2009 voor Pohang Steelers, en Omiya Ardija. Hij tekende in 2010 bij Jeonbuk Hyundai Motors.

## Zuid-Koreaans voetbalelftal
Park Won-Jae debuteerde in 2008 in het Zuid-Koreaans nationaal elftal en speelde 10 interlands.